# Peter Scholl-Latour

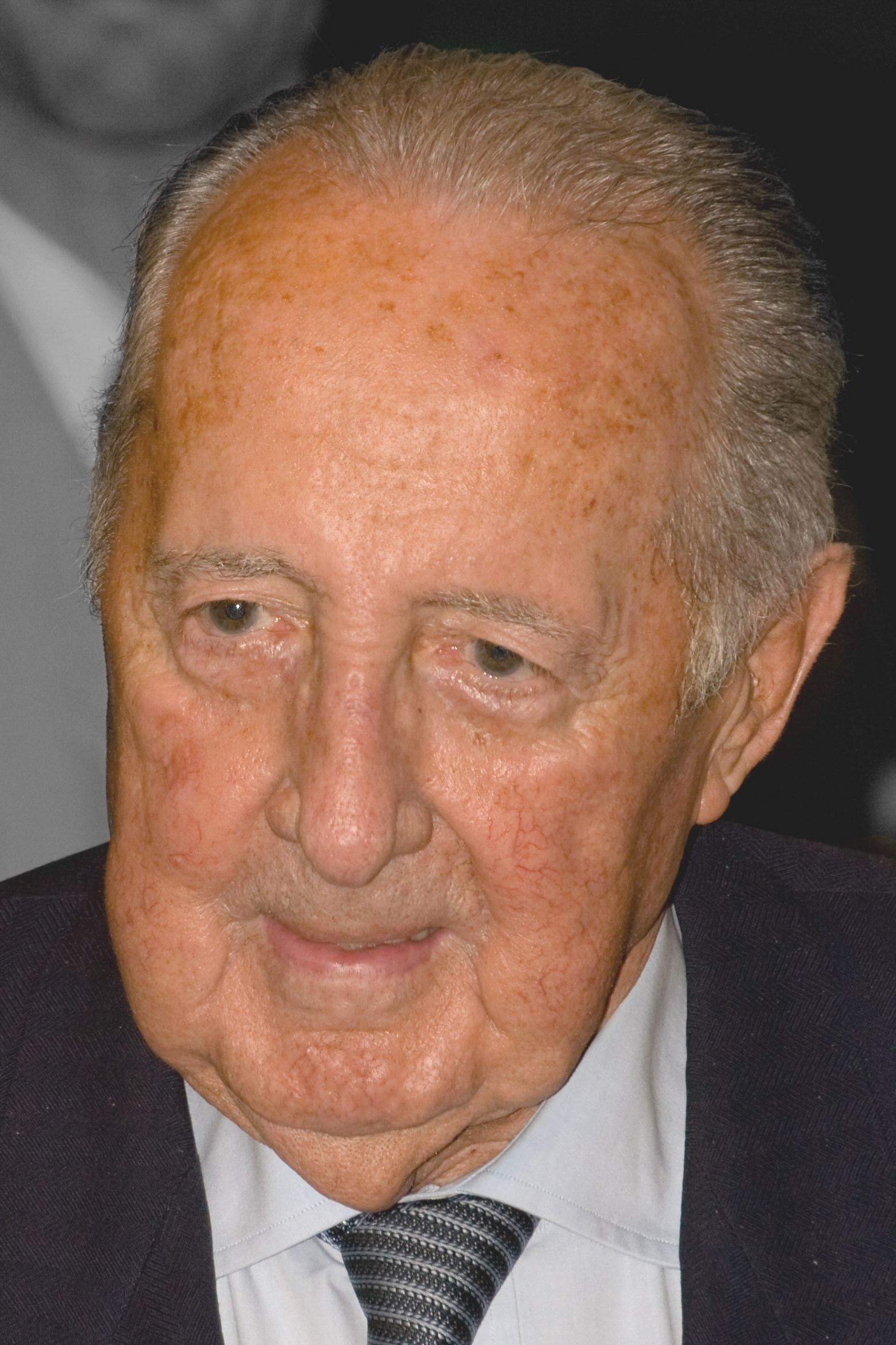
Peter Scholl-Latour.

Peter Scholl-Latour (Bochum, 9 de marzo de 1924 - Rhöndorf, 16 de agosto de 2014) era un periodista franco-alemán. Después de doctorarse en la Sorbona y de haber obtenido su diploma en el Institut National des Sciences Politiques en París, consiguió un diploma en Estudios Árabes e Islámicos en la Universidad de Beirut, en el Líbano.

## Biografía

### Juventud y estudios
Peter Scholl-Latour es el hijo del médico Otto Scholl-Latour, que había nacido en el Sarre y crecido en Lorena, y una madre de Alsacia. Debido a las dificultades de índole racista que fueron creadas por el régimen nacionalsocialista en Alemania (siendo él de ascendencia parcial judía), sus padres lo enviaron en 1936 a hacer sus estudios en el Collège Saint-Michel/Kollegium Sankt Michael de Friburgo (Suiza). Después que se les prohibió a los padres seguir enviando dinero a Suiza, tuvo que dejar el instituto en 1940 y volver a Alemania. Presentó sus pruebas finales de bachillerato en el Wilhelmsgymnasium en Kassel en 1943.
En su libro "Leben mit Frankreich, Stationen eines halben Jahrhunderts" cuenta cómo trato de alistarse en el Ejército Francés tras la liberación de Francia. Al no poder entrar en el territorio controlado por los franceses en Metz, decidió tratar de unirse al ejército de guerrilleros de Tito. Sin embargo, fue detenido en Steiermark y estuvo en prisión de Gestapo en Graz, Viena y Praga.
Scholl-Latour fue miembro del comando de paracaidistas Ponchardier, una unidad de paracaidistas franceses, y participó en la Guerra de Indochina. Luego estudió en Maguncia, París (Sorbona) y Beirut en la Universidad Saint Joseph Filología, Política y Arabística. En 1951  Scholl-Latour obtuvo su diploma en el Institut National des Sciences Politiques y continuó su estudio en la Sorbona, donde obtuvo su doctorado en 1954.

### Labor como periodista
Ya durante su estudio Scholl-Latour trabajó como periodista de viaje para diarios y radios alemanes y franceses. Su tiempo universitario práctico lo pasó en 1948 trabajando para el Saarbrücker Zeitung. Para sus artículos viajó por América, África, el Medio Oriente y gran parte del Sureste de Asia.
A continuación trabajó de 1954 a 1955 como vocero del gobierno del Sarre, donde empezó trabajando el 1 de enero de 1954 como colaborador y vocero de la Oficina para Asuntos Europeos y Extranjeros del ministro  Johannes Hoffmann.
En 1956 se decidió definitivamente por trabajar en el periodista y viajó a África y el Sureste asiático. De 1960 a 1963 fue el corresponsal del canal alemán ARD en África. En 1963 fundó la oficina del ARD en París, la que encabezó hasta 1969. Tras su cambio para trabajar como jefe de los corresponsales del canal ZDF (1971), pasó a dirigir el estudio de la ZDF en París de 1975 a 1983.
Scholl-Latour viajó como corresponsal especial de París a Vietnam, donde en 1973 el Vietcong lo hizo prisionero junto a su equipo. Fue liberado tras una semana. En 1976 volvió a viajar a Vietnam, en 1978 fue a Canadá, en 1980 a Camboya y en 1981 a China y Afganistán.
Desde 1978 mantuvo contactos con el Ayatollah Chomeini, quien se encontraba entonces en el exilio en París. Scholl-Latour fue uno de los pocos periodistas que pudo ir con el líder revolucionario en su regreso a Irán y que pudo entrevistarlo varias veces en los meses que siguieron a la revolución iraní.
El islam y el Medio Oriente son solo un aspecto del trabajo periodístico de Scholl-Latour. Ha publicado diversos libros sobre otros temas y regiones, como sobre Corea del Norte y la República Popular China, así como por lo que fuera Indochina.
Peter Scholl-Latour fue miembro de la Sociedad Germano-Árabe de 1985 a 2007. La Socizdad lo nombró presidente en marzo de 2007 tras el retiro de Otto Wiesheu.

## Libros
Entre sus libros más exitosos se hallan los best-sellers Der Tod im Reisfeld [La muerte en el arrozal – 30 años de guerra en Indochina] (1980), Allah ist mit den Standhaften [Alá es grande – Encuentros con la revolución islámica] (1983), Mord am großen Fluss (1986), Leben mit Frankreich (1988), Der Wahn vom Himmlischen Frieden (1990), Das Schwert des Islam (1990), Den Gottlosen die Hölle (1991), Unter Kreuz und Knute (1992), Eine Welt in Auflösung (1993), Im Fadenkreuz der Mächte (1994), Schlaglichter der Weltpolitik (1995), Das Schlachtfeld der Zukunft (1996), Lügen im Heiligen Land (1998), Allahs Schatten über Atatürk (1999). Su libro del 2001, Afrikanische Totenklage, estuvo en la lista de Superventas de la revista Der Spiegel de 2001 a 2004.
Peter Scholl-Latour quedó en el puesto 147 en la serie alemana Unsere Besten, donde se trataban a los más importantes alemanes de todos los tiempos.

### Premios
Peter Scholl-Latour ha recibido numerosos premios y condecoraciones por su trabajo en periodismo:
- Premio Adolf-Grimme, Goldene Kamera, premio Bambi , Premio Aristide Briand, medalla de oro de Estrasburgo por los Nexos franco-alemanes, premio Elise-Kühn-Leitz (1989), premio de Televisión de Baviera (1991), Telestar y Premio del consejo cultural franco-alemán (1992), Premio Hildegard-von-Bingen de Publicidad (1999).
- Título ad honorem de profesor de la Universidad del Ruhr-Bochum (1999).[1]